# ペンタヘプタコンタン
| ペンタヘプタコンタン | ペンタヘプタコンタン |
| -------------------- | -------------------- |
| CH3(CH2)73CH3        |                      |
| IUPAC名              | ペンタヘプタコンタン |
| 分子式               | C75H152              |
| 分子量               | 1054.0094            |
| CAS登録番号          | 7667-86-9            |
| 密度と相             | 0.832 (g/cm3) g/cm3, |
| 沸点                 | 667.362 ℃ °C         |

ペンタヘプタコンタン (Pentaheptacontane) とは、直鎖状のアルカンの1種。炭素原子が75個、分岐することなく一列に連なっている。
分子式はC75H152。分子量は1054.0094。密度は0.832 (g/cm3)。沸点は760mmHgにおいて667.362 (℃)。引火点は744.639 (℃)。屈折率は1.464。